# Al Buqa'a
Maillots
Le Al Buqa'a Sport Club (en arabe : نادي البقعة الرياضي), plus couramment abrégé en Al Buqa'a, est un club jordanien de football fondé en 1968 et basé à Amman, la capitale du pays.
Le club est traditionnellement lié au camp de réfugiés palestiniens de Baqa'a.

## Histoire
Le club n'a jamais remporté de titre au niveau national, ses seuls fait d'armes sont des défaites en finale de la Coupe de Jordanie en 1980 et 2014 et en Supercoupe de Jordanie en 2014.
Il participe au championnat de Jordanie de première division pour la saison 2019-2020.

## Palmarès
| Compétitions nationales                                                                          |
| ------------------------------------------------------------------------------------------------ |
| - Coupe de Jordanie : - Finaliste : 1980 et 2014. - Supercoupe de Jordanie : - Finaliste : 2014. |